# Nikita Igorewitsch Iossifow
Nikita Igorewitsch Iossifow (russisch Никита Игоревич Иосифов; * 11. April 2001 in Tambow) ist ein russischer Fußballspieler.

## Karriere

### Verein
Iossifow begann seine Karriere beim Spartak Moskau. Im Oktober 2018 wechselte er in die Jugend von Lokomotive Moskau. Zur Saison 2019/20 rückte er in den Kader des drittklassigen Farmteams Lokomotive-Kasanka Moskau. Im Juli 2020 stand er gegen Ural Jekaterinburg auch erstmals im Kader der ersten Mannschaft. In der Saison 2019/20 kam er insgesamt zu zehn Einsätzen für Kasanka in der Perwenstwo PFL.
Im August 2020 debütierte er schließlich auch für die Profis von Lok in der Premjer-Liga, als er am ersten Spieltag der Saison 2020/21 gegen Rubin Kasan in der Nachspielzeit für Dmitri Barinow eingewechselt wurde. Bis Saisonende kam er zu vier Erstligaeinsätzen für Lok Moskau.
Zur Saison 2021/22 wechselte Iossifow nach Spanien zur drittklassigen Zweitmannschaft des FC Villarreal. Im August 2021 stand er gegen Atlético Madrid erstmals im Profikader Villarreals.

### Nationalmannschaft
Iossifow spielte zwischen September 2018 und Juni 2019 neunmal für die russische U-18-Auswahl. 2021 folgten zwei Spiele für die U-21.